# 伊舍和沃爾頓 (英國國會選區)
伊舍和沃爾頓（英語：Esher and Walton），英國國會一自治區選區，位於英格蘭東南部薩里郡北部，包括埃爾姆布里奇東部。
本區自1997年創設以來一直支持保守黨。在2010年大選中，保守黨的藍韜文以58.9%選票首次勝出，繼承了伊恩·泰勒留下的議席。